# Vladimir Konstantinov
Pour les articles homonymes, voir Konstantinov.
Vladimir Nikolaïevitch Konstantinov (en russe : Владимир Николаевич Константинов), né le 19 mars 1967 à Mourmansk, Russie, est un joueur professionnel de hockey sur glace.

## Carrière
Dans les années 1980, il a été cinq fois champion d'URSS avec le CSKA Moscou et trois fois champion du monde avec l'équipe nationale soviétique.
Défenseur des Red Wings de Détroit dans les années 1990, sa carrière connut un arrêt soudain à la suite d'un grave accident de voiture survenu au lendemain de la victoire en Coupe Stanley 1997. Il souffre de dommages irréversibles au cerveau. Lors du titre de 1998, Konstantinov est venu en chaise roulante sur la glace pour pouvoir toucher la coupe Stanley. Son numéro 16 fut retiré de la circulation à Détroit à titre honorifique, mais non de manière officielle.
Il fut également l'un des membres du Russian Five mis en place par Scotty Bowman.

### Honneurs et trophées
- Championnat d'URSS
  - 1985, 1986, 1987, 1988, 1989
- Ligue nationale de hockey
  - Membre des équipes d'étoiles des recrues - 1992
  - Membre de la seconde équipe de l'année - 1996
  - Trophée plus-moins - 1996
  - Vainqueur de la Coupe Stanley - 1997

## Statistiques
| Saison     | Équipe               | Ligue      |     | Saison régulière | Saison régulière | Saison régulière | Saison régulière | Saison régulière |   | Séries éliminatoires | Séries éliminatoires | Séries éliminatoires | Séries éliminatoires | Séries éliminatoires |
| Saison     | Équipe               | Ligue      | PJ  | B                | A                | Pts              | Pun              | PJ               | B | A                    | Pts                  | Pun                  |                      |                      |
| 1984-1985  | HK CSKA Moscou       | URSS       | 40  | 1                | 4                | 5                | 10               |                  |   |                      |                      |                      |                      |                      |
| 1985-1986  | CSKA Moscou          | URSS       | 26  | 4                | 3                | 7                | 12               |                  |   |                      |                      |                      |                      |                      |
| 1986-1987  | CSKA Moscou          | URSS       | 35  | 2                | 2                | 4                | 19               |                  |   |                      |                      |                      |                      |                      |
| 1987-1988  | CSKA Moscou          | URSS       | 50  | 3                | 6                | 9                | 32               |                  |   |                      |                      |                      |                      |                      |
| 1988-1989  | CSKA Moscou          | URSS       | 37  | 7                | 8                | 15               | 20               |                  |   |                      |                      |                      |                      |                      |
| 1989-1990  | CSKA Moscou          | URSS       | 47  | 14               | 13               | 27               | 44               |                  |   |                      |                      |                      |                      |                      |
| 1990-1991  | CSKA Moscou          | URSS       | 45  | 5                | 12               | 17               | 42               |                  |   |                      |                      |                      |                      |                      |
| 1991-1992  | Red Wings de Détroit | LNH        | 79  | 8                | 25               | 33               | 172              | 11               | 0 | 1                    | 1                    | 16                   |                      |                      |
| 1992-1993  | Red Wings de Détroit | LNH        | 82  | 5                | 17               | 22               | 137              | 7                | 0 | 1                    | 1                    | 8                    |                      |                      |
| 1993-1994  | Red Wings de Détroit | LNH        | 80  | 12               | 21               | 33               | 138              | 7                | 0 | 2                    | 2                    | 4                    |                      |                      |
| 1994-1995  | Red Wings de Détroit | LNH        | 47  | 3                | 11               | 14               | 101              | 18               | 1 | 1                    | 2                    | 22                   |                      |                      |
| 1995-1996  | Red Wings de Détroit | LNH        | 81  | 14               | 20               | 34               | 139              | 19               | 4 | 5                    | 9                    | 28                   |                      |                      |
| 1996-1997  | Red Wings de Détroit | LNH        | 77  | 5                | 33               | 38               | 151              | 20               | 0 | 4                    | 4                    | 29                   |                      |                      |
| Totaux LNH | Totaux LNH           | Totaux LNH | 446 | 47               | 127              | 174              | 838              | 82               | 5 | 14                   | 19                   | 107                  |                      |                      |